# Iglesia de Nuestra Señora del Carmen (Molinicos)
La iglesia de Nuestra Señora del Carmen es un templo católico situado en el municipio de Molinicos (Albacete), España. Se encuentra en la plaza del mismo nombre n.º 1, en pleno centro de la localidad.

## Historia
Ante el progresivo aumento de la población en la década de los 50 del siglo XX, y la renovación espiritual que supuso la llegada de las misiones populares en los años 1952 y 1953, se decidió construir una nueva iglesia, considerándose como el lugar más adecuado en pleno centro de la localidad, en la zona conocida como huerto de la Heliodora. Además de la cesión de parte del solar por algunos vecinos, el Ayuntamiento debió de emplear 60.000 pesetas para adquirir el mismo.
El proyecto era muy original y lleno de dificultades, siendo iniciadas las obras por el párroco Francisco Cruz Garví a mediados de los años 60, y terminadas en 1991 por Antonio Pérez Rivero, el cual llegó a empeñar incluso su propio patrimonio para ver finalizado el templo. La suscripción popular, pequeñas subvenciones y la mano de obra generosa de los vecinos hicieron posible levantar las paredes, después, el tejado, y el remate de la obra.
La nueva iglesia fue consagrada solemnemente por el Obispo de Albacete, Victorio Oliver Domingo en 1992, y en conmemoración de la finalización de las obras hay expuestas dos placas en la entrada del templo.

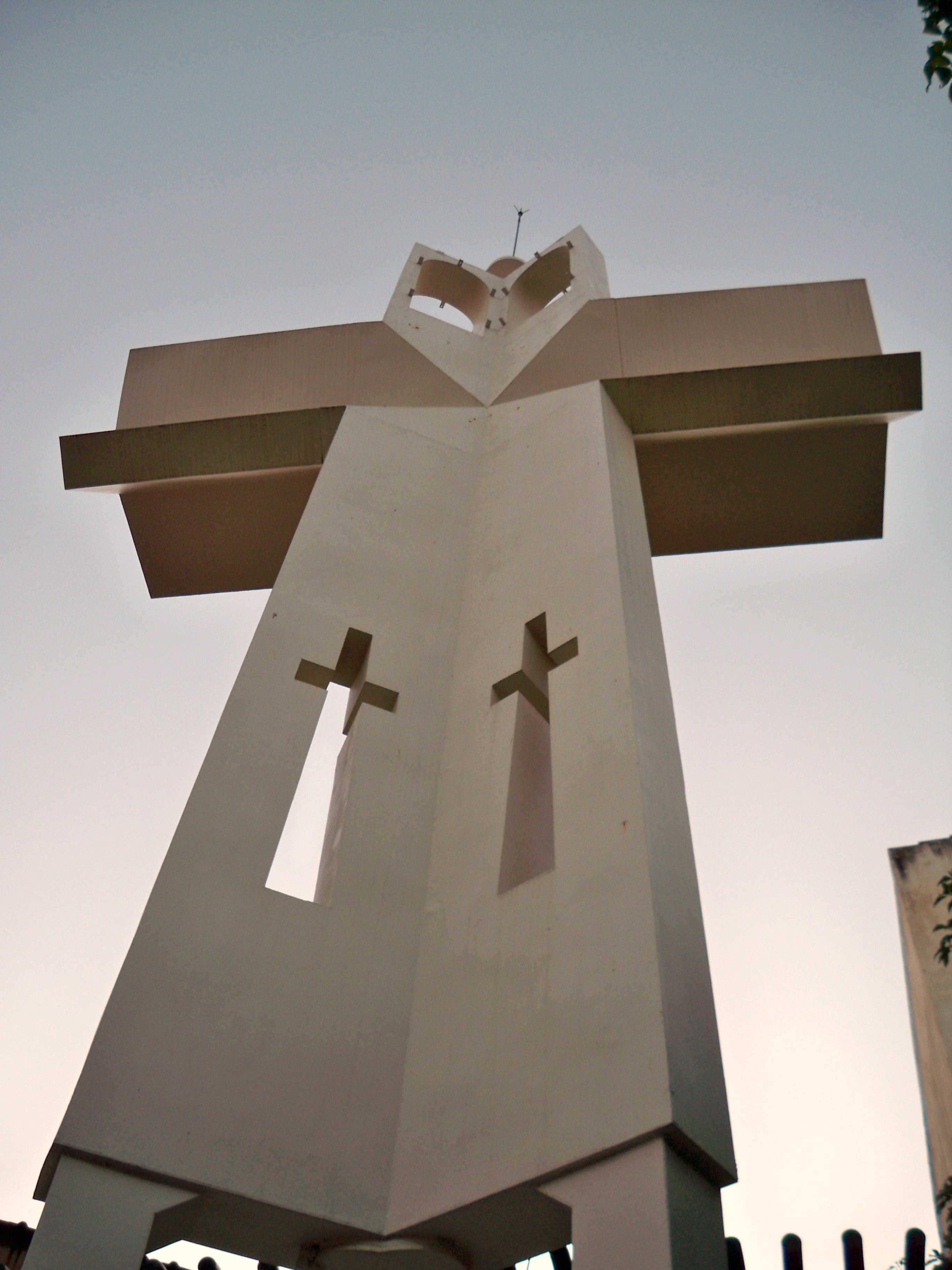
Campanario de la Iglesia de Nuestra Señora del Carmen de Molinicos.
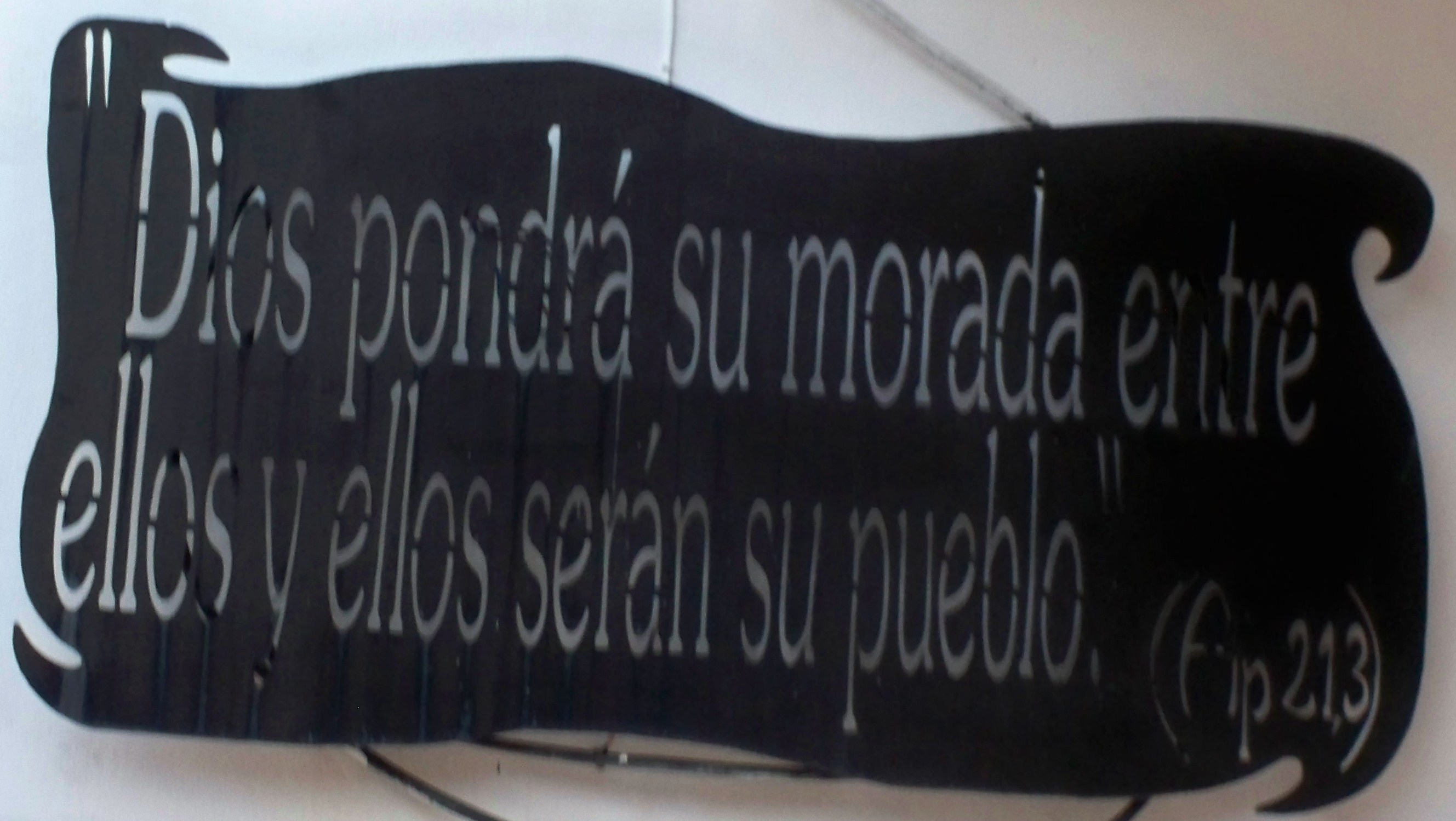
Inscripción
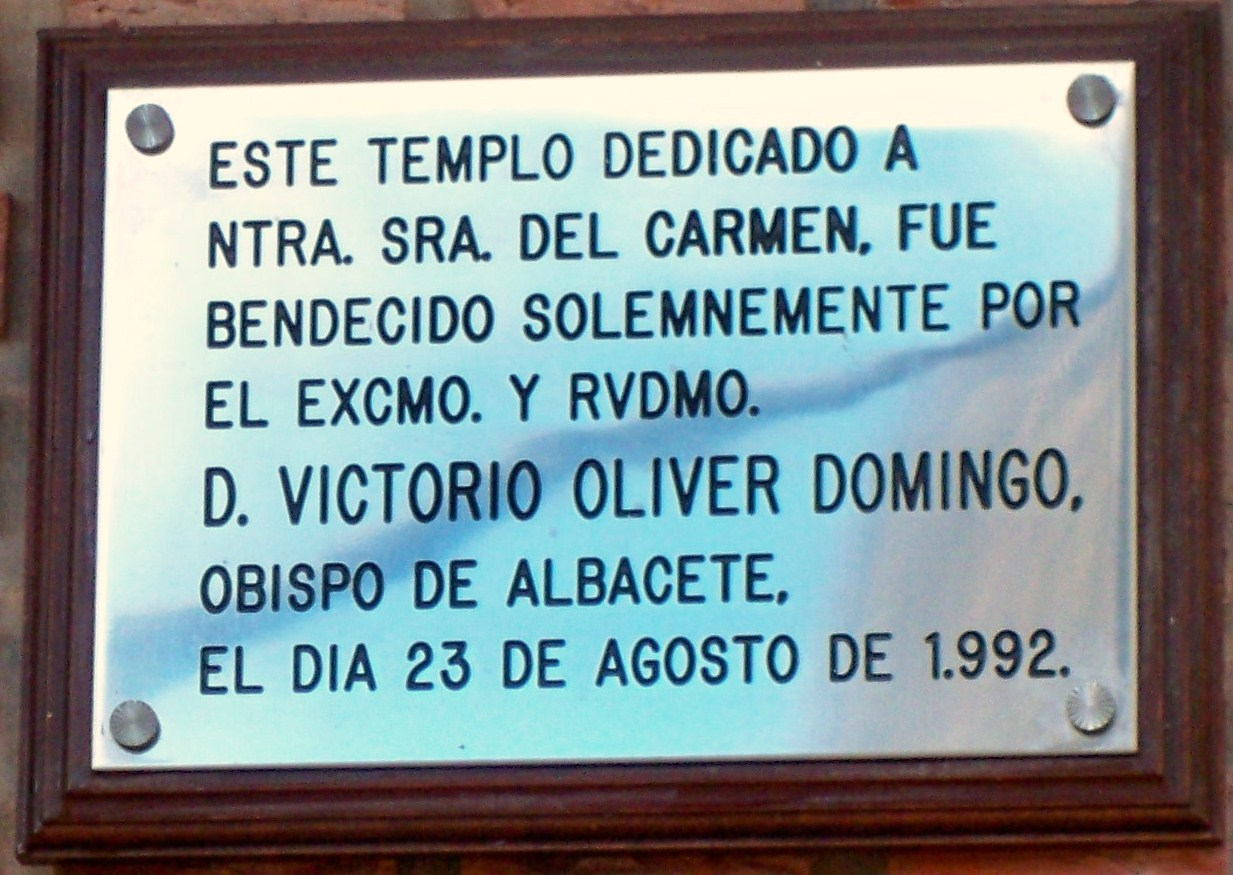
Placa conmemorativa

## Características
El edificio se asienta sobre una base en forma de abanico que parte del altar, situado al oeste, en frente del cual se sitúan tres entradas que dan acceso al templo. El techo parece describir los rayos de una estrella partida en semicírculo (en forma de abanico) y de cuyo centro, situado sobre el altar, y que permite la entrada de luz natural, parecen brotar los rayos que se alejan hasta el final de la nave. Los rayos de esa estrella describen los pasillos en que se divide el interior de la iglesia.
Destaca la esbelta torre del campanario construida en hierro en forma de cruz, que está separada del edificio principal. 
El proyecto original contemplaba una gran capilla dedicada al Santísimo en el lugar en el que finalmente se ubicó la sacristía.
Especial atención merece el altar exento, de mesa amplia de mármol apoyada en columnas, cedido por unas religiosas de Cartagena a cuyo frente se puede leer una inscripción que dice "Introibo ad altare Dei." (entraré al altar de Dios). A ambos lados del altar se encuentran dos grupos escultóricos tallados en madera que representan al calvario y al purgatorio. En los extremos del altar se sitúan dos cuadros de gran tamaño "Jesús con la Samaritana" y "San José, María y el Niño en Nazaret", pintados al óleo por Pilar Meneses García, y la artista local Isabel de Frías Roldán.
También en el altar encontramos un crucifijo de forja, talla de tamaño natural, obra de Antonio Pérez González, natural también de Molinicos. Todo ello acredita el afán y grandes esfuerzos por dotar al templo de bellos elementos ornamentales desde la entrega y desinterés de los propios vecinos.

## Advocación
La Iglesia está dedicada a la Virgen del Carmen, patrona de la localidad de Molinicos.